# Barrio de Les Corts
Les Corts (también Las Corts; en catalán y oficialmente Les Corts; de forma incorrecta Las Cortes[cita requerida]) es un barrio del distrito homónimo de la ciudad de Barcelona. Es la zona más central del distrito y fue el núcleo principal del antiguo municipio de Les Corts de Sarriá, agregado a Barcelona en 1897, al que daba nombre y que más o menos corresponde a lo que hoy es el actual distrito.
El barrio combina edificaciones de las primeras urbanizaciones de los siglos XVIII y XIX, junto con otras de nueva construcción. Durante la década de los años setenta del siglo XIX se abrieron las principales calles y la plaza del Carme, situada en el eje central de esta popular barriada. A finales de siglo se instalaron varias industrias, como la fábrica Castells y su colonia obrera.
El sector de Can Novel comprende los terrenos que ocupó el antiguo campo del FC Barcelona entre los años 1920 y 1960 y que ahora se encuentran al barrio de La Maternidad y San Ramón. En los terrenos de la antigua masía de Can Batllori, sobre la avenida Diagonal, se encontraron restos neolíticos e ibéricos, así como una villa y una necrópolis romana.